# Apparato escretore
L'apparato escretore svolge la funzione di eliminare dai fluidi circolanti nell'organismo le sostanze di rifiuto prodotte dal metabolismo cellulare. I pesci d'acqua dolce, i girini e i coccodrilli espellono ammoniaca. I pesci marini, gli anfibi adulti, i mammiferi, le tartarughe e alcune lucertole espellono l'urea. Uccelli, serpenti e alcune lucertole espellono acido urico. L'uomo e il cane di razza dalmata espellono sia l'urea sia l'acido urico.

## Descrizione

Apparato genitourinario maschile

Apparato genitourinario femminile

I sistemi attuati dagli organismi viventi per assolvere a questa funzione sono molteplici, non sempre riconducibili ad un organo o apparato determinato. I prodotti catabolici infatti possono essere incorporati in tessuti metabolicamente poco attivi come cuticole o tessuti adiposi, oltre che esser escreti in senso stretto.
Gli organismi unicellulari provvedono all'escrezione principalmente tramite esocitosi, riversando i prodotti all'esterno tramite vescicole della membrana cellulare, o per meccanismi attivi o passivi di permeazione trans-membrana.
Negli animali svolgono la funzione escretrice, a seconda delle classi tassonomiche e del grado evolutivo nelle stesse, le cellule a fiamma, l'apparato protonefridiale, o quello metanefridiale, dove i nefridi sono i principali elementi attuativi, i tubuli malpighiani, l'apparato urinario.
Le piante utilizzano gli stomi per espellere soluzioni saline. Tramite altri processi sono in grado di secernere cere, olii, e tramite l'escissione delle foglie si liberano di cataboliti ormai inutili alla vita dell'organismo.

### Funzioni
Oltre ad eliminare le sostanze tossiche per l'organismo l'apparato escretore svolge anche le seguenti funzioni:
- Regola il livello del glucosio nel sangue (glicemia): se la glicemia è troppo elevata, una parte dello zucchero viene espulsa con l'urina. Ciò si verifica negli individui affetti da diabete mellito;
- Controlla l'equilibrio acqua-sale;
- Regola il pH del sangue;
- Elimina le sostanze di rifiuto dal sangue (principalmente rifiuti azotati);
- Mantiene il bilancio idrico.

### Funzionamento
L'uomo ottiene la filtrazione del sangue grazie ai reni, due organi  lunghi circa 13 cm, larghi 8 cm e spessi 2,5 cm; questi due organi sono situati nella cavità addominale, in basso e ai lati della colonna vertebrale. Dato che non hanno le ossa per proteggersi sono avvolti da una capsula adiposa. I reni sono formati da piramidi di Malpighi. Ogni rene è formato da milioni di nefroni avvolti da glomeruli contorti. In essi si forma l'urina contenente ammoniaca, urea e acido urico, sostanze altamente tossiche per il nostro organismo.
A questo punto l'urina si raccoglie nella pelvi renale. Dai reni l'urina passerà agli ureteri, 2 piccoli tubicini che collegano i reni ad una sacca elastica e dilatabile che può contenere fino a mezzo litro di urina: la vescica. L'urina verrà poi espulsa all'esterno attraverso l'uretra, un canale che mette in collegamento l'apparato escretore con l'esterno. L'apparato escretore è composto dai reni e dalle vie urinarie (ureteri, vescica, uretra).
| Controllo di autorità | Thesaurus BNCF 50241 |